# 昂夫勒维尔-圣阿芒
昂夫勒维尔-圣阿芒（法語：Amfreville-Saint-Amand，法語發音：[ɑ̃fʁəvil sɛ̃.t‿amɑ̃]）是法国厄尔省的一个市镇，位于该省北部，属于贝尔奈区。该市镇成立于2016年1月1日，由昂夫勒维尔-拉康帕涅和圣阿芒德欧特泰尔两个市镇合并而成，其中前者为镇政府驻地。

## 地理
昂夫勒维尔-圣阿芒（49°12'52"N, 0°55'49"E）面积9.62 平方千米，位于法国诺曼底大区厄尔省，该省份为法国北部内陆省份，北起滨海塞纳省，西接奧恩省和卡爾瓦多斯省，南至厄尔-卢瓦省，东临瓦兹省、瓦兹河谷省和伊夫林省。
与昂夫勒维尔-圣阿芒接壤的市镇（或旧市镇、城区）包括：富克维尔、埃克托马尔、拉皮勒、圣旺德蓬舍伊。
昂夫勒维尔-圣阿芒的时区为UTC+01:00、UTC+02:00（夏令时）。

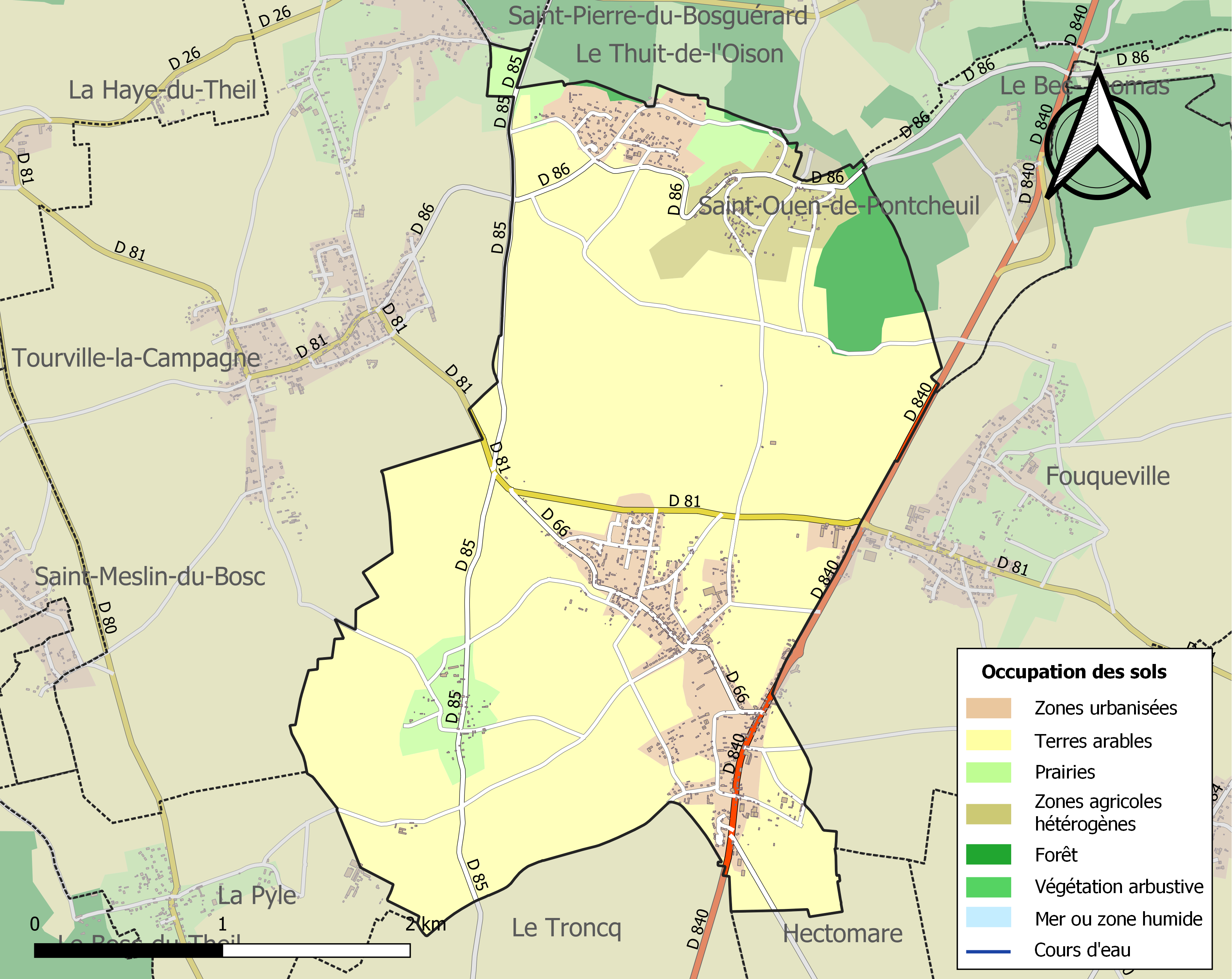
昂夫勒维尔-圣阿芒的OSM定位图

## 行政
昂夫勒维尔-圣阿芒的邮政编码为27370，INSEE市镇编码为27011。

## 政治
昂夫勒维尔-圣阿芒所属的省级选区为大布特鲁尔德县。

## 人口
昂夫勒维尔-圣阿芒于2022年1月1日时的人口数量为1200人。